# Wutun (langue)
Le Wutun (chinois simplifié : 五屯话 ; chinois traditionnel : 五屯話 ; pinyin : wǔtúnhuà) est une langue parlée par les Wutuns, une population proche des Mongols Tus (ou mongour), dans le Xian de Tongren, dans la province du Qinghai, en République populaire de Chine.
Elle est, en raison de son petit nombre de locuteurs, classée sous l'identifiant 1426 des langues en danger de l'UNESCO.
Il s'agit d'un mélange entre le mandarin (langue han des langues sino-tibétaines) et le bonan, (langue mongole des langues altaïques).

### Sources
- (zh) 陈乃雄, « 《五屯话初探》，《民族语文》 », sur cnki.com.cn,‎ 1982